# Astragalus darmadanicus
Astragalus darmadanicus är en ärtväxtart som beskrevs av Dieter Podlech. Astragalus darmadanicus ingår i släktet vedlar, och familjen ärtväxter. Inga underarter finns listade i Catalogue of Life.